# Stora Kanto-jordbävningen
Stora Kanto-jordbävningen kallas den jordbävning som drabbade regionen Kanto i Japan den 1 september 1923.
Jordbävningen, som mätte 7,9 på Richterskalan, skördade tillsammans med påföljande bränder cirka 140 000 människoliv.
De heta, torra och blåsiga förhållandena som rådde i Tokyo, kombinerat med tiden för jordbävningen, strax före lunch då invånarna hade sina kolspisar igång för att laga mat, bidrog till den stora branden. Branden förstörde drygt 40 % av staden och sammanlagt fler än 440 000 byggnader, vilket är majoriteten av de förstörda byggnaderna. På grund av trasiga vattenledningar så försämrades eldbekämpningen och branden kunde spridas häftigare. De ekonomiska förlusterna från jordbävningen har uppskattats till 100 miljarder amerikanska dollar.
En anledning till att storbranden blev så omfattande var att de flesta japanska städerna vid denna tid var byggda i trä. 
Under tiden för återuppbyggandet av Tokyo täckte det regeringsstartade projektet Dojunkai upp med 5 652 bostäder, både permanenta och temporära, till personer som blivit hemlösa i jordbävningen.